# Otogornis
Otogornis is een geslacht van uitgestorven vogels uit het Vroeg-Krijt van de huidige Volksrepubliek China. De enige benoemde soort is Otogornis genghisi.
Door een Chinees-Canadese paleontologische expeditie,  het Dinosaur Project. China – Canada – Alberta – Ex Terra, werd in 1990 door Lü Junchang en Wang Haijun bij Chaibu-Sumi in Otogqi, in Binnen-Mongolië, het skelet gevonden van een kleine vogel. De vondst werd in 1993/1994 in de wetenschappelijke literatuur gemeld door Dong Zhiming. Het was de eerste keer dat in het Ordosbassin het fossiel van een vogel was gevonden.
In 1994 benoemde en beschreef Hou Lianhai de typesoort Otogornis genghisi. De geslachtsnaam combineert een verwijzing naar Otogqi met het Oudgriekse ὄρνις, ornis, 'vogel'. De soortaanduiding eert de Mongoolse veroveraar Dzengis Chan als oprichter van de Chinese Yuandynastie. Overigens wordt meestal diens kleinzoon Koeblai Chan als zodanig beschouwd.
Het holotype IVPP V9607 is gevonden in een laag groengrijze moddergesteente van de Jingchuanformatie die vermoedelijk dateert uit het Aptien-Albien. Oorspronkelijk werd echter gemeend dat het om de Yijinholuoformatie ging die op zich slecht gedateerd is maar waarvan de oudste strata zelfs uit de Jura zouden kunnen stammen. Het bestaat uit een gedeeltelijk skelet zonder schedel. Het omvat de schoudergordel en beide vleugels. Resten van twee veren zijn bewaard gebleven. Het fossiel lag gedeeltelijk in verband.
Otogornis is ongeveer vijftien centimeter lang. Het gewicht is geschat op 170 gram.
Hou gaf een diagnose maar die is naar huidige begrippen totaal verouderd. Het opperarmbeen heeft een lengte van drie centimeter. Een lang en smal schouderblad, een breed en overdwars dun bovenste uiteinde van het ravenbeksbeen, een tweekoppig opperarmbeen, een zwak ontwikkelde deltopectorale kam en lange en dunne armbeenderen hebben alle een enantiorniete bouw.
De veren zijn wat pluizig zonder zichtbare baardjes en Hou leidde daaruit af dat Otogornis niet kon vliegen. Latere vondsten maakten echter duidelijk dat dekveren van vogels uit het Onder-Krijt vaak zo bewaard worden terwijl hun slagpennen de gewone functionele vorm hebben.
Dong plaatste Otogornis basaal in de Enantiornithes. Hou was hiervan minder zeker en beperkte zich tot een Aves indeterminatae. Dong wordt meestal gevolgd maar Evgeni Koerotsjkin nam in 1999 een nauwe verwantschap met Ambiortus aan, in de Paleognathae en plaatste beide in een Ambiortiformes. Dit heeft geen navolging gevonden omdat het niet was gebaseerd op exact kladistisch onderzoek. Ambiortus wordt tegenwoordig wel in de Ichthyornithiformes geplaatst en sommige bronnen doen dat daarom ook met Otogornis maar daarvoor bestaat geen serieuze empirische basis.